# John Noble (futbolista)
John Noble Barinyima (Bori, Ríos, Nigeria, 6 de junio de 1993) es un futbolista nigeriano que juega en la posición de portero y su equipo actual es el Enyimba F. C. de la Liga Premier de Nigeria.

## Trayectoria
En el 2020 fue fichado por el Enyimba F. C..

## Selección nacional
Noble fue convocado el 4 de julio de 2021 para disputar el partido amistoso frente a México.

## Clubes

### Estadísticas
| Club                  | Div.          | Temporada     | Liga  | Liga  | Copas nacionales | Copas nacionales | Torneos internacionales | Torneos internacionales | Total | Total |
| Club                  | Div.          | Temporada     | Part. | Goles | Part.            | Goles            | Part.                   | Goles                   | Part. | Goles |
| --------------------- | ------------- | ------------- | ----- | ----- | ---------------- | ---------------- | ----------------------- | ----------------------- | ----- | ----- |
| Enyimba F. C. Nigeria | 1.ª           | 2020-21       | 17    | 0     | 0                | 0                | 10                      | 0                       | 27    | 0     |
| Enyimba F. C. Nigeria | Total club    | Total club    | 17    | 0     | 0                | 0                | 10                      | 0                       | 27    | 0     |
| Total carrera         | Total carrera | Total carrera | 17    | 0     | 0                | 0                | 10                      | 0                       | 27    | 0     |